# Закатало-Шекинский округ
Закатало-Шекинский округ (азерб. Zaqatala-Şəki mahalı) — единица административного деления Азербайджанской ССР, существовавшая с апреля 1929 по июль 1930 года. Административный центр — город Нуха.
Образован постановлением VI всеазербайджанского съезда Советов от 8 апреля 1929 года на территории упразднённых Закатальского и Нухинского уездов.
Закатало-Шекинский округ граничил с Ганджинским, Карабахским, Кубинским, Ширванским округами, а также с Грузинской ССР и Дагестанской АССР.
Печатным органом окружного комитета КП(б) Азербайджана и окружного исполкома была газета «Şəki fəhləsi».
По постановлению ЦИК Азербайджанской ССР от 25 января 1930 года, Закатало-Шекинский округ был упразднён, а его территория разделена на Закатальский и Нухинский округа.